# Mike Whitmarsh
Michael John Whitmarsh (conocido como Mike Whitmarsh; San Diego, 18 de mayo de 1962–Solana Beach, 17 de febrero de 2009) fue un deportista estadounidense que compitió en voleibol, en la modalidad de playa.
Participó en los Juegos Olímpicos de Atlanta 1996, obteniendo la medalla de plata en el torneo masculino (haciendo pareja con Michael Dodd). Ganó una medalla de plata en el Campeonato Mundial de Vóley Playa de 1997.

## Palmarés internacional
| Juegos Olímpicos   | Juegos Olímpicos             | Juegos Olímpicos | Juegos Olímpicos |
| Año                | Lugar                        | Medalla          | Pareja           |
| ------------------ | ---------------------------- | ---------------- | ---------------- |
| 1996               | Atlanta (Estados Unidos)     | Medalla de plata | Michael Dodd     |
| Campeonato Mundial |                              |                  |                  |
| Año                | Lugar                        | Medalla          | Pareja           |
| 1997               | Los Ángeles (Estados Unidos) | Medalla de plata | Canyon Ceman     |